# Racing de Córdoba
Club Atlético Racing oder Racing de Córdoba, manchmal auch Racing de Nueva Italia, ist ein argentinischer Sportverein in Córdoba. Er ist bekannt für seine Fußballmannschaft. Sein Spitzname lautet La Academia Cordobesa.

## Geschichte
Der Club Atlético Racing de Córdoba wurde am 14. Dezember 1924 im Barrio Inglés in Córdoba von einer Gruppe junger Fußballbegeisterter gegründet. Der erste Präsident war Rodolfo Aguirre. Name und Vereinsfarben wurden in Anlehnung an den Racing Club de Avellaneda und den CA Tiro Federal gewählt. 
In den 1920er und 1930er Jahren spielte Racing in verschiedenen Ligen und konnte mehrere Titel, darunter ungeschlagen die Meisterschaft 1935 in der Segunda División, gewinnen. In den 1960er Jahren feierte der Verein große Erfolge und gewann 1965 die Liga Cordobesa, bevor er 1978 zum ersten Mal in der Primera División antrat, in der er 1980 Vizemeister wurde. Die 1980er Jahre waren die erfolgreichste Zeit für Racing, mit vier Meisterschaften in der Liga Cordobesa und der Teilnahme an internationalen Turnieren. Nach einem Abstieg 1990 erlebte der Klub unterschiedliche Phasen in den folgenden Jahren, einschließlich der Rückkehr zur Liga Cordobesa und der zeitweiligen Präsenz in der Primera Nacional B.
Im Jahr 2013 fiel Racing in den Torneo Argentino B ab und verbrachte viele Jahre in der unteren Liga, bevor er 2018 wieder in die höheren Ligen aufstieg. Nach einem weiteren Abstieg im Jahr 2019 kehrte der Klub 2021 in die Liga zurück und setzte seinen Weg nach zwei Aufstiegen in der Primera Nacional B fort. Mit dem Sieg im November 2022 gegen Villa Mitre im Elfmeterschießen gelang Racing de Córdoba der Aufstieg in die zweithöchste Spielklasse des Landes.

## Stadion
Der Verein trägt seine Heimspiele im 1948 eröffneten Estadio Miguel Sancho aus. Das Stadion hat eine Kapazität von 14.650 Zuschauerplätzen.

## Rivalitäten
Hauptrivale von Racing de Córdoba ist Instituto Atlético Central Córdoba, ebenfalls aus Córdoba. Das Spiel zwischen den beiden ist als Clásico Instituto-Racing bekannt. Zudem bestehen Rivalitäten zu General Paz Juniors, CA Belgrano und Club Atlético Talleres.

## Erfolge
- Torneo Federal A: 2022
- Torneo Argentino A: 1998/99, 2003/04
- Torneo Federal B: 2017
- Torneo Regional Federal Amateur: 2020/21

## Weitere Sportarten
Neben Fußball bietet der Verein auch Akrobatik, Basketball, Rhythmische Sportgymnastik und Volleyball an.